# 戴维·H·弗里施
戴维·H·弗里施（英語：David Henry Frisch，1918年3月12日—1991年5月23日），美国物理学家，曾在第二次世界大战期间协助原子弹开发，战后积极参与裁军运动。

## 生平
弗里施出生于美國纽约，在圣安东尼奥长大，1940年毕业于普林斯顿大学。1940年至1942年，在威斯康星大学麦迪逊分校担任研究生助理，1943年至1945年在洛斯阿拉莫斯工作。
战争结束后，转到麻省理工学院，1946年开始担任研究助理，1947年获得博士学位，1952年任副教授，1958年任教授。1988年退休。之间曾在布鲁克海文高能咨询委员会的国家科学基金会物理咨询委员会任职，并担任费米国家加速器实验室长期规划委员会主席。

## 学术贡献
弗里施积极参与核裁军领域，他参加了1960年的莫斯科帕格沃什会议，并在1961年编写了“减少武器”一书，曾参与1962年的伍兹霍尔夏季检查研究。

## 奖项和荣誉
弗里施是美国物理学会会士，美国艺术与科学学院院士，富布赖特、古根海姆、阿尔弗雷德·斯隆和国家科学基金会研究奖学金的获得者。

## 轶事
弗里施在1963年出版的的一篇论文中和詹姆斯·史密斯成功地展示了宇宙μ子衰变的客观时间膨胀效应，在互联网上有一部描述这个实验的三十五分钟电影。

## 家庭
妻子罗丝·弗里施为生物学家。

## 代表作
- D.H. Frisch and J.H. Smith, Am. J. Phys., 31, 342-355(1963).